# Academia.edu
Academia.edu（アカデミア・エデュー）は、研究者向けの商用ソーシャルネットワーキングWebサイトである。このプラットフォームは、論文の共有（オープンアクセスリポジトリではないが）、その影響の監視、特定分野の研究の追跡に利用できる。2008年9月に開始され、2019年1月時点で1か月あたり3900万のユニーク訪問者があり、2100万を超えるテキストがアップロードされた。Academia.eduは、リチャード・プライスによって設立され、SparkVentures、HOWZAT Partners、ブレント・ホーバーマンなどから60万ドルを調達した。 

## 使用法
このWebサイトでは、ユーザーがプロファイルを作成し、作品をアップロードし、関心のある分野を選択すると、2017年12月現在、世界中から集まった5,800万人のユーザーの中から、ほぼ同じ関心を持つ人々のネットワークを閲覧できる。 
Academia.eduのライバルには、ResearchGate、Google Scholar、Mendeleyが含まれる。ResearchGateと比較して、2016年には、Academia.eduの登録ユーザー数が増加し（約3,400万対1,100万）、Webトラフィックが増加したと報告されているが、ResearchGateは研究者による積極的な使用率が大幅に増加した。ResearchGateは、ユーザーアカウントを公認の機関および公開された研究者のユーザーに制限しているのに対し、Academia.eduのアカウントの多くが失効していたり、利用されていないという事実は、アクティブな使用の格差を説明する可能性がある。 

## オープンサイエンス
Academia.eduは、オープンサイエンスやオープンアクセスの動き、特に研究の即時配布、および配布前ではなく配布と同時に行われる査読システムをサポートしていると主張している。したがって、同社は、米国でのオープンアクセスの義務化を妨げることになる2011年米国研究事業法案（後に撤回）に対する反対を表明した。 
しかし、Academia.eduはオープンアクセスレポジトリではないので、ピーター・スーバーや専門家はグリーンオープンアクセスを追求する方法としては推奨せず、代わりに研究者をフィールド固有のリポジトリやZenodoのような汎用リポジトリに招待している。 

## ドメイン名
Academia.eduは高等教育の大学や機関ではないため、現在の基準では「.edu」トップレベルドメインの資格は持たない。ただし、ドメイン名「Academia.edu」は、.eduドメイン名を認定された高等教育機関のみが保有することを要求する規制に先立ち、1999年に登録された。2001年以前に登録されたすべての.eduドメイン名は、認定された高等教育機関ではない場合でも、新規制の適用を免れた。 
批評家で米国現代語学文学協会の学術コミュニケーション部長のキャスリーン・フィッツパトリックは、ドメイン名を見たユーザーが、このサイトが営利企業ではなく、認可された教育機関の一部だと誤解する可能性があるため、Academia.eduによる「.edu」ドメイン名の使用は「非常に問題がある」と考えていると述べた。 
証券取引委員会への申請では、会社はAcademia Inc.という正式名称を使用している

## 財務履歴
2011年11月、Academia.eduはSpark CapitalおよびTrue Venturesから450万ドルを調達した。それ以前は、Spark Venturesから220万ドルを調達し、マーク・シャトルワース、Thomas Lehrman、Rupert Pennant-Reaなどのエンジェル投資家からも調達していた。2013年9月、同社はKhosla Ventures、True Ventures、Spark Ventures、Spark Capital、Rupert Pennant-Reamから1,110万ドルを調達し、資本調達総額を1,770万ドルにした。 

## 受信
多くの学者は、ウェブサイトのおかげで彼らの研究が公表される可能性の増加に満足していると報告されているが、一部の人々は、特にAcademia.eduがそのビジネスモデルを公開することを拒否しているため、研究と科学全般への影響を懸念していると報告されている。TechCrunchは、Academia.eduがアカデミックに「研究を配布するための強力で効率的な方法」であり、「研究者が専門の分析ツールで記事を読んでいる人数を把握できるようにする」「Google検索の結果でも非常に効果的である」と述べた。Academia.eduは、ソーシャルネットワーキングの規範と学術的な規範の組み合わせを反映しているようである。 
Academia.eduの創設者で最高経営責任者のリチャード・プライスによると、Academia.eduのライバルであるMendeleyの買収から数か月後、エルゼビアは数千件の削除通知をAcademia.eduに送信した。

### 批判
2016年初頭、一部のユーザーはAcademia.eduから電子メールを受け取ったと報告し、そこでウェブサイトの編集者に論文を推薦してもらうために料金を払うことに興味があるかどうか尋ねた。これにより、一部のユーザーは、ユーザーにAcademia.eduアカウントのキャンセルを促すキャンペーンを開始した。 
他の批判には、Academia.eduがベンダーロックインモデルを使用しているという事実が含まれる。「与えられた情報で何ができ、何ができないかを決めるのはAcademia.edu次第であり、他の方法でアクセスするのは容易ではないだろう。」これは、非ユーザーは論文を読むことはできるが、論文をダウンロードするには無料のアカウントが必要であるという事実に関連している。「サイトの便利な機能のほとんどを実行するには、(単純な読者であっても)ログインする必要がある。」 
登録ユーザーは、サイトおよびその他のいくつかの機能で高度な検索を使用するには、基本的なタイトル検索を使用するときにサイトで説明されているように、プレミアム（年間100ドル、または月10ドル）を購読する必要がある。 
2016年12月、Academia.eduは、仕事に関するデータ分析と視聴者の専門的ランクを含む新しいプレミアム機能を発表したが、これも批判を受けている。 

## 参照資料
1. ↑  “Our Mission”.   Academia.edu. 2018年12月15日閲覧。
2. ↑  Academia.edu. “Hiring”. 2018年12月15日閲覧。
3. 1 2  Some academics remain skeptical of Academia.edu
4. 1 2  Fortney, Katie (2015年12月1日). “A social networking site is not an open access repository”.   OSC. 2016年7月22日閲覧。
5. ↑  Cutler. “Academia.Edu Overhauls Profiles As The Onus Falls On Researchers To Manage Their Personal Brands”.   Techcrunch. 2012年10月19日閲覧。
6. ↑  Academia.edu. “About”. 2019年1月26日閲覧。
7. 1 2  “Academia.edu | CrunchBase Profile”.   Crunchbase.com. 2012年2月22日閲覧。
8. 1 2  Bond, Sarah. “Dear Scholars, Delete Your Account At Academia.Edu”. Forbes 2017年1月26日閲覧。
9. ↑  Matthews (2016年4月7日). “Do academic social networks share academics' interests?”. Times Higher Education. 2016年4月17日時点のオリジナルよりアーカイブ。2016年4月22日閲覧。
10. ↑  Satariano, Adam (2016年11月15日). “Bill Gates-Backed Research Network Targets Advertising Revenue”.  オリジナルの2016年11月30日時点におけるアーカイブ。 2016年11月29日閲覧。
11. ↑  Van Noorden, Richard (13 August 2014). Online collaboration: Scientists and the social network. 512. pp. 126–129. doi:10.1038/512126a. PMID 25119221 2014年11月6日閲覧。.Quote 1: ResearchGate is certainly well-known [...] More than 88% of scientists and engineers said that they were aware of it.

Quote 2: "They do send you a lot of spam," [Billie Swalla] says

Quote 3: [...] regularly sending out automated e-mails that profess to come from colleagues active on the site

Quote 4: "I think it is a disgraceful kind of marketing and I am choosing not to use their service because of that", [Lars Arvestad] says

Quote 5: "I've met basically no academics in my field with a favourable view of ResearchGate", says Daniel MacArthur

Quote 6: Some of the apparent profiles on the site are not owned by real people, but are created automatically – and incompletely – by scraping details of people's affiliations, publication records and PDFs

Quote 7: That annoys researchers who do not want to be on the site, and who feel that the pages misrepresent them – especially when they discover that ResearchGate will not take down the pages when asked.

Quote 8: [Madisch] will not say how many of [the papers available on ResearchGate] have been automatically scraped from freely accessible places elsewhere.
12. ↑  Richard Price (2012年2月5日). “The Future of Peer Review”.   TechCrunch. 2012年2月22日閲覧。
13. ↑  Richard Price (2012年2月15日). “The Dangerous "Research Works Act"”.   TechCrunch. 2012年2月22日閲覧。
14. ↑  Peter Suber (2016年). “Open Access book §10 self help”. 2016年5月19日閲覧。
15. ↑  “edu Policy Information”.   Net.educause.edu (2001年10月29日). 2013年4月20日時点のオリジナルよりアーカイブ。2012年2月22日閲覧。
16. 1 2  McKenna, Laura (2015年12月17日). “The Convoluted Profits of Academic Publishing”. The Atlantic. 2017年1月26日閲覧。
17. 1 2  “A social networking site is not an open access repository”.   University of California Office of Scholarly Communication. 2016年7月7日閲覧。
18. ↑  “About Academia.edu”.   Academia.edu. 2014年3月23日閲覧。
19. ↑  “Academia.edu”.   Crunchbase. 2016年7月7日閲覧。
20. ↑  “Academia.edu Raises $4.5 Million To Help Researchers Share Their Scholarly Papers”.  TechCrunch (2011年11月30日). 2012年2月22日閲覧。
21. ↑  “Academia.edu – $4.5M in Funding, 3M Unique Monthly Visitors – Can They Change Science Publication?”.   Singularity Hub (2011年12月11日). 2013年4月20日時点のオリジナルよりアーカイブ。2012年2月22日閲覧。
22. ↑  Thelwall, M.; Kousha, K. (2014). “Academia.edu: Social network or Academic Network?”. Journal of the Association for Information Science and Technology 65 (4):  721. doi:10.1002/asi.23038. Preprint
23. ↑  Parr, Chris (June 12, 2014). “Sharing is a way of life for millions on Academia.edu”. Times Higher Education 2015年9月14日閲覧。.
24. ↑  Howard, Jennifer (December 6, 2013). “Posting Your Latest Article? You Might Have to Take It Down”. The Chronicle of Higher Education 2015年9月14日閲覧。.
25. ↑  “Scholars Criticize Academia.edu Proposal to Charge Authors for Recommendations”. The Chronicle of Higher Education. (2016年1月29日) 2017年1月26日閲覧。
26. 1 2  “Should you #DeleteAcademiaEdu? On the role of commercial services in scholarly communication.” (英語). Impact of Social Sciences. (2016年2月1日) 2017年1月26日閲覧。
27. ↑  Team (2016年12月20日). “How do people find your papers? Academia.edu Introduces a New Premium Feature”. Medium. 2017年1月26日閲覧。
28. ↑  “Academia, Not Edu” (英語). Planned Obsolescence. (2015年10月26日) 2017年1月26日閲覧。
29. ↑  “The end of Academia.edu: how business takes over, again” (英語). diggit magazine. (2017年4月26日) 2017年5月2日閲覧。